# 加瓦尔尼-热德尔
加瓦尔尼-热德尔（法語：Gavarnie-Gèdre，法語發音：[ɡavaʁni ʒɛdʁ]）是法国上比利牛斯省的一个市镇，属于阿热莱斯加佐斯特区。该市镇于2016年由原市镇加瓦尔尼和热德尔合并而成。

## 地理
加瓦尔尼-热德尔（42°47'13.9"N, 0°1'12.0"E）面积227.11 平方千米，位于法国奧克西塔尼大區上比利牛斯省，该省份为法国西南部内陆省份，北至热尔省，西接大西洋比利牛斯省，南与西班牙接壤，东临上加龙省。
与加瓦尔尼-热德尔接壤的市镇（或旧市镇、城区）包括：阿拉纽埃特、科特雷、吕兹-圣索沃尔、别尔萨、凡洛、托尔拉-奥尔德萨。
加瓦尔尼-热德尔的时区为UTC+01:00、UTC+02:00（夏令时）。

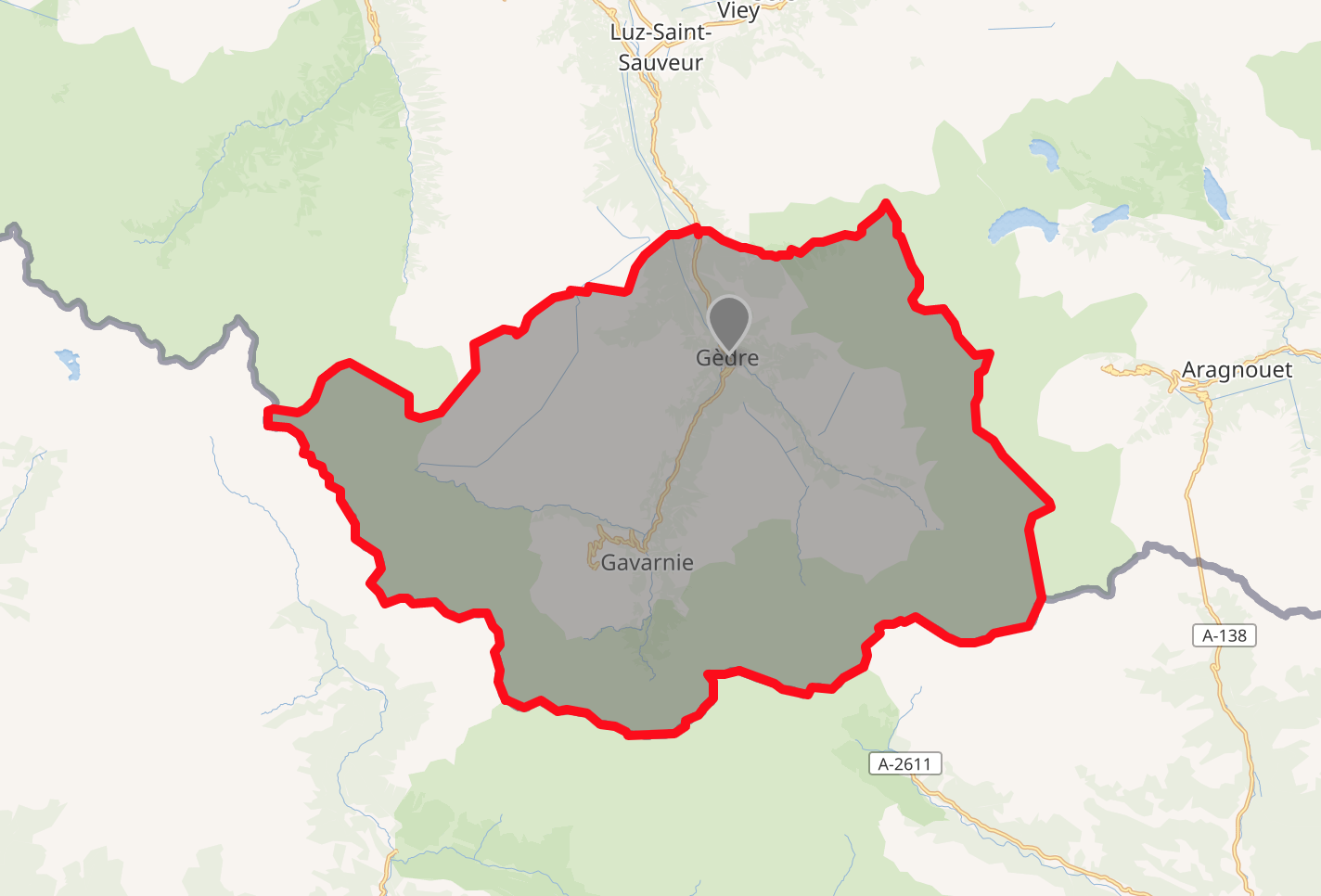
加瓦尔尼-热德尔的OSM定位图

## 行政
加瓦尔尼-热德尔的邮政编码为65120，INSEE市镇编码为65192。

## 政治
加瓦尔尼-热德尔所属的省级选区为激流谷县。

## 人口
加瓦尔尼-热德尔于2022年1月1日时的人口数量为341人。